# Pintor de Lisipides

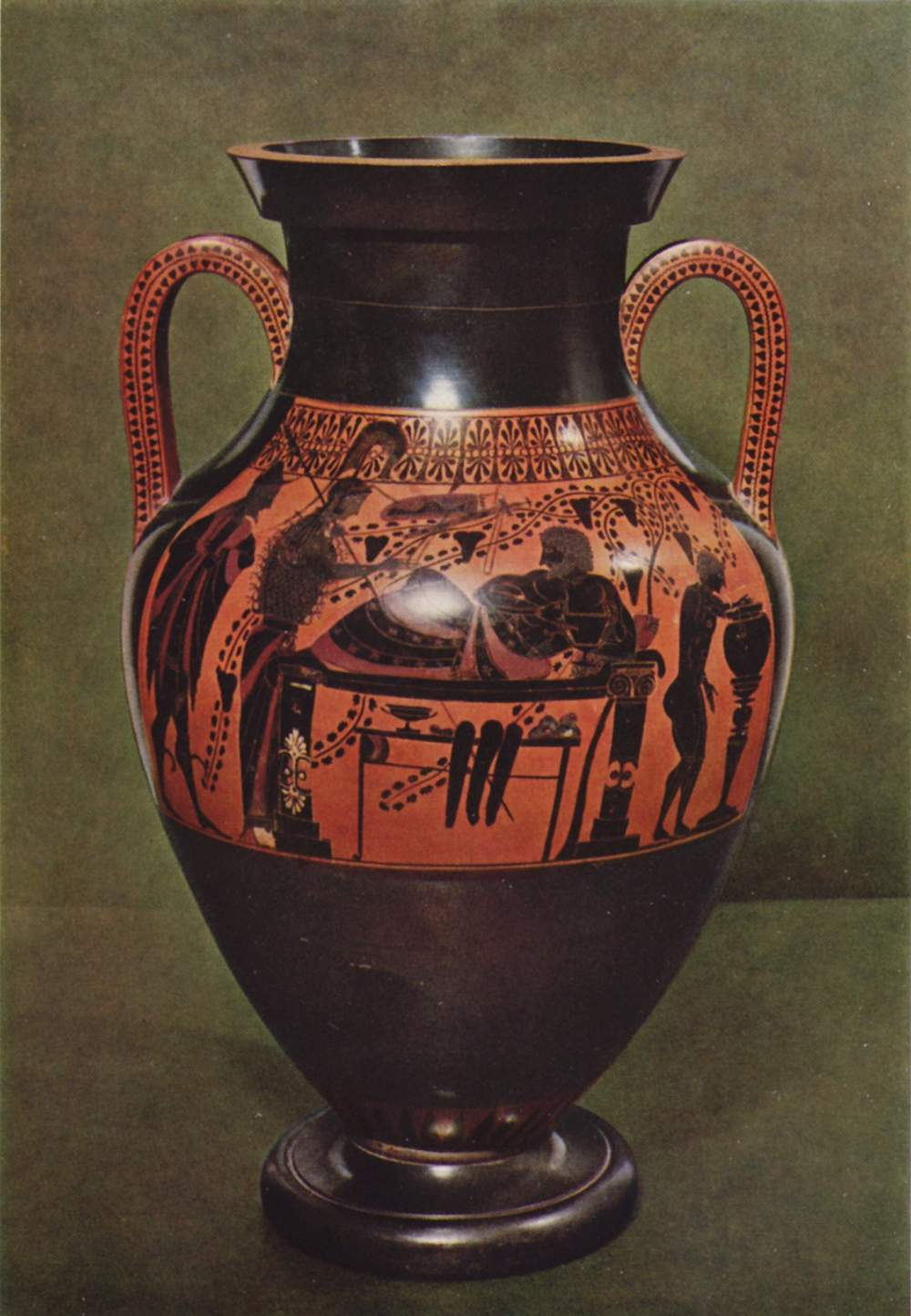
Ánfora panzuda bilingüe. Múnich, Staatliche Antikensammlungen 2301; lado de la figura negra: Hércules en el simposio.

El Pintor de Lisipides fue un pintor de vasos ático en el estilo de figuras negras. Estuvo activo alrededor del 530 al 510 a. C.  Como la mayoría de los pintores de vasos griegos antiguos, su nombre real es desconocido (se han identificado más de 900 artistas a partir del estilo de su pintura; las firmas se encuentran en solo el 1% de la cerámica).

## Vida y trabajo
Su nombre convenido deriva de una inscripción kalós (LYSIPPIDES KALOS) en una ánfora, actualmente en el Museo Británico (B 211). Es considerado el alumno más importante de Exequias, de quien adoptó no solo su estilo artístico sino también algunos motivos importantes, como el de Áyax y  Aquiles practicando un juego de mesa. También pintó con frecuencia escenas del héroe Heracles. Se le atribuyen un gran número de vasos, ya que al menos otros cincuenta están pintados en su estilo.
Su colaboración con el pintor de Andócides, generalmente considerado como el inventor de la pintura de vasos de figuras rojas, es inusual. En siete jarrones bilingües, seis ánforas panzudas y una copa (ahora en Palermo), pintó el lado de las figura rojas, mientras que el pintor Andócides fue el responsable de las figura negras. Estos pintores colaboraron en el taller de Andócides bajo la dirección del propio alfarero. A veces, los temas pintados por ambos son idénticos. Sigue siendo disputado entre los estudiosos si ambos pintores son el mismo y simplemente representan a un artista utilizando ambas técnicas. John Beazley ya los veía como artistas separados, un argumento desarrollado más tarde por Beth Cohen y Heide Mommsen. La identidad de los dos pintores es apoyada por Konrad Schauenburg, Herbert Marwitz y John Boardman. Martin Robinson y otros han permanecido indecisos.

## Estilo
Muchas de sus ánforas se basaban en las obras de Exequias, su mentor. Sin embargo, las obras de Lisipides se simplificaron en comparación con las de Exequias. Este estilo en realidad se hizo muy popular en la época arcaica. Decoraba principalmente grandes vasos, preferiblemente ánforas, normalmente con figuras relacionadas con las hazañas de Heracles.
Muchas de sus obras fueron extremadamente similares a las de Exequias. Un vaso en Detroit representa al mítico héroe griego, Heracles luchando contra un león. Esta descripción es posterior a una versión de ánforas realizada por Exequias de múltiples maneras. Si bien no se dice que Lisipides sea el pintor, el tema del vaso limita toda la atención sobre el papel de Heracles en la batalla en lugar de fijarse en el león. Este elemento están fuertemente asociado con el trabajo del pintor de Lisipides. Como la mayoría de los artistas durante este tiempo, su obra contenía muchas referencias mitológicas de dioses y diosas griegos en su obra. Hércules es uno de los más populares. 

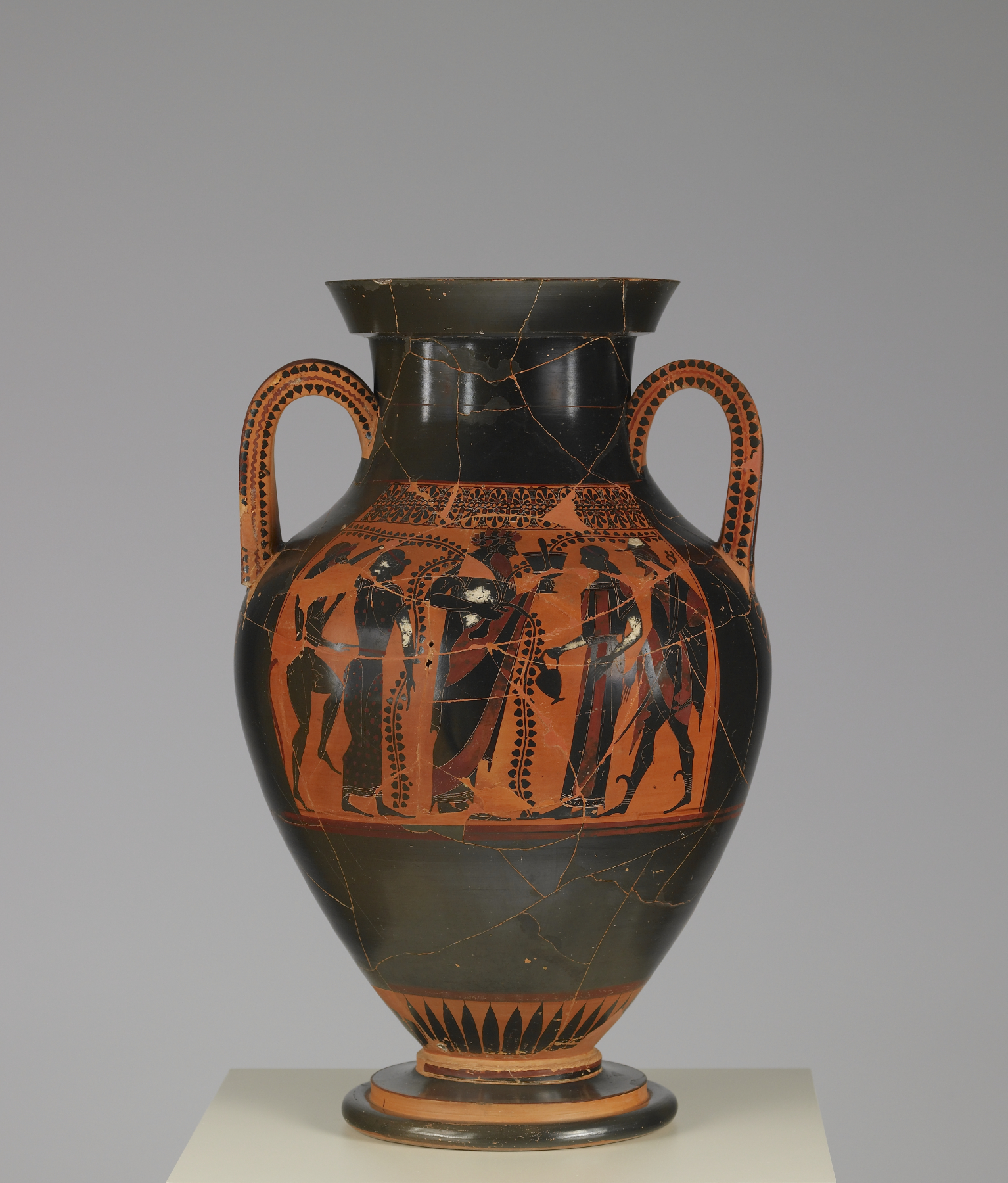
Obra realizada exclusivamente por el pintor de Lisipides.

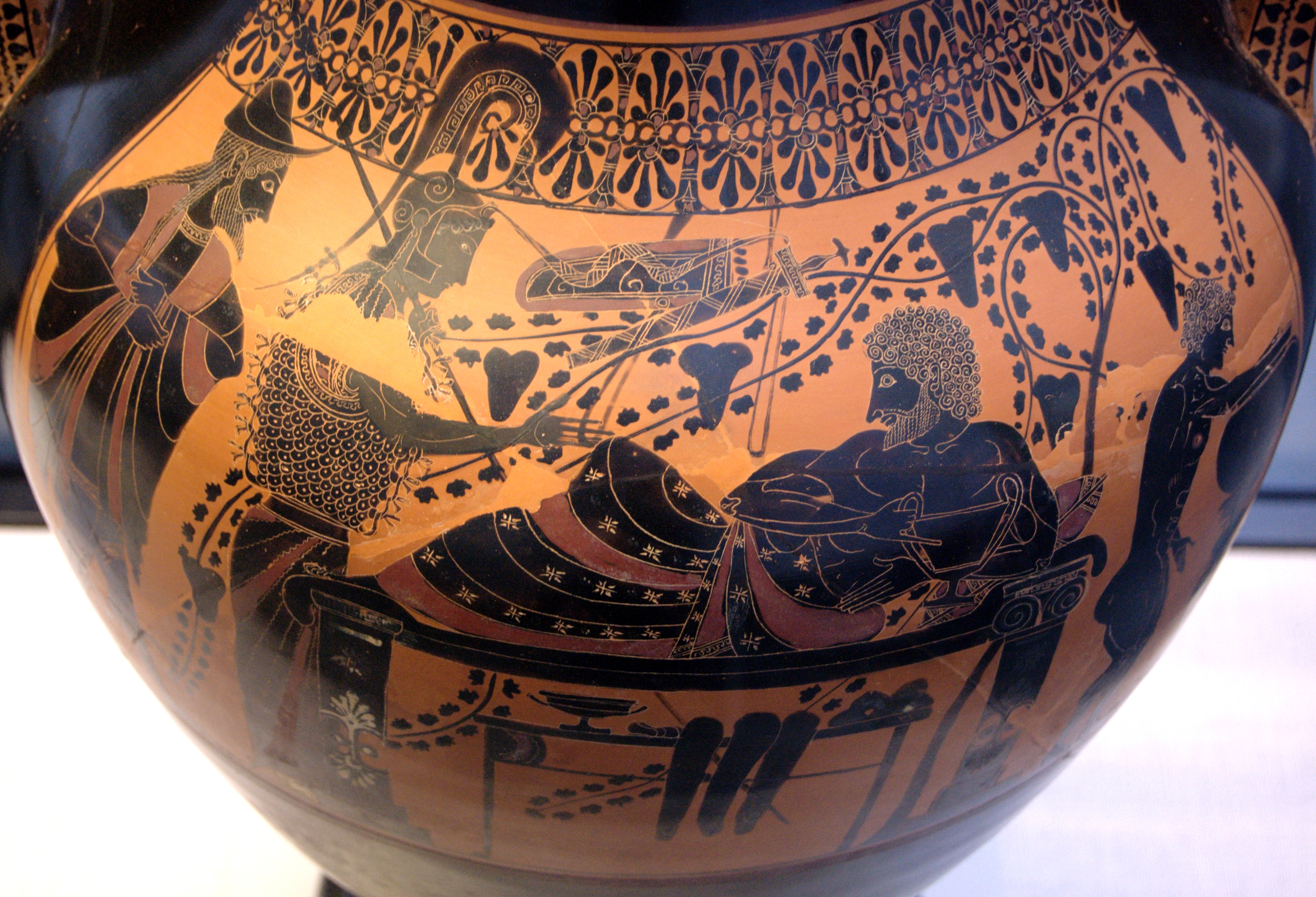
El trabajo del pintor de Lisipides y el pintor de Andócides se realizó en estilo de figuras negras.

## Obras

### Ánforas panzudas bilingües, pintadas en colaboración con elPintor de Andócides
- Bolonia, Museo Cívico Arqueológico

Ánfora panzuda bilingüe 151 
frente: Dioniso entre ménades y sátiros, espalda: Heracless y el león de Nemea
- Boston, Museo de Bellas Artes

ánfora panzuda bilingüe 99.538 
Anverso y reverso: Heracles y el toro cretense
Ánfora panzuda bilingüe 01.8037
anverso y reverso: Aquiles y Áyax el Grande jugando a un juego de mesa
- Londres, Museo Británico

ánfora panzuda bilingüe B 193 
frente: Heracles y el león de Nemea entre Atenea e Yolao, espalda: Áyax y Aquiles jugando a un juego de mesa
- Múnich, Staatliche Antikensammlungen

ánfora panzuda bilingüe 2301 
Anverso y reverso: Heracles en el simposio
- París, Louvre

ánfora panzuda bilingüe F 204 
frente: Heracles y Cerberos, espalda: Dioniso con Cántaros entre el las ménades y los sátiros

### Otras obras (selección)
- Bonn, Akademisches Kunstmuseum

ánfora panzuda 62b
- Cambridge, Museo Fitzwilliam

Copa de ojos GR 12.1937 
frente: Dioniso con Cántaros entre dos sátiros, espalda: Heracles y Cicno , interior: gorgona
- Londres, Museo Británico

ánfora de cuello B 211
copa de ojos B 426
Enócoe B 492
- Malibú, J. Paul Getty Museum

psictero 96.  AE.94
- Moscú, Museo Pushkin

ánfora panzuda II 1 B 70
- Múnich, Staatliche Antikensammlungen

ánfora de cuello 1478
ánfora de cuello 1575
copa de ojos 2080 
frente: Heracles y Apolo luchando, espalda: Heracles y el león de Nemea, interior: gorgona
- Oxford , Museo Ashmolean

ánfora de cuello 208
ánfora panzuda 1965.100 (anteriormente en Northwick, colección Spencer-Churchill)
- Palermo, Museo Arqueológico Regional

copa bilingüe V 650 (2051) 
Guerreros y arqueros (firmado por el alfarero Andócides )
- París, Louvre

hidria f 294 
Atenea montando un carro en presencia de Heracles, Dioniso, Apolo y Hermes (probablemente del alfarero Andócides)
- Pregny , barón E. de Rothschild

ánfora panzuda
- Roma, Museo Nacional Etrusco de Villa Julia

ánfora panzuda 24998
- Zúrich, Universidad

ánfora de cuello ETH 7